# کوآلای بزرگ
کوآلای بزرگ (نام علمی: Phascolarctos stirtoni) نام یک گونه منقرض‌شده از سرده کیسه‌خرس است. این گونه حدود یک سوم برابر از کوآلا بزرگ‌تر بوده و وزنش نیز حدود ۱۳ کیلوگرم بوده است. کوآلای بزرگ تا حدود ۵۰٫۰۰۰ سال پیش در استرالیا زندگی می‌کرد.

## انقراض
اینکه چرا کوآلای بزرگ منقرض شده اما کوآلا توانسته به بقای خودش ادامه دهد هنوز به درستی مشخص نیست. یک نظریه عنوان می‌کند که به تدریج با تغییر اقلیم استرالیا که باعث گرم و خشک شدن اقلیم این سرزمین شد منابع غذایی گیاه‌خواران بزرگ کاهش یافت و در نتیجه بسیاری از آنان مانند کوآلای بزرگ و دیپروتودون که توانایی تطبیق با شرایط جدید زیستگاه خود را نداشتند منقرض شدند. نظریه دیگری نیز وجود دارد که شکار این جانوران توسط انسان را عامل انقراض آنان معرفی می‌کند. وجه مشترک هر دو نظریه این است که اندازه بزرگ‌تر کوآلای بزرگ نسبت به کوآلای معمولی را عامل انقراض این جانور می‌دانند.